# 貝海塔
50°48′59″N 24°31′24″E / 50.81639°N 24.52333°E
贝海塔（烏克蘭語：Бегета），是烏克蘭西部沃倫州沃洛德米爾區济姆内市镇的村落。面積0.88平方公里，海拔高度215米，2001年人口274，人口密度每平方公里311.36人。